# Ricardo Sloman

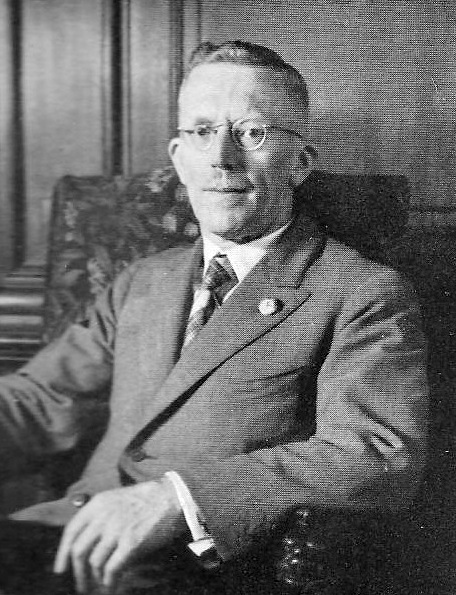
Ricardo Sloman (1939)

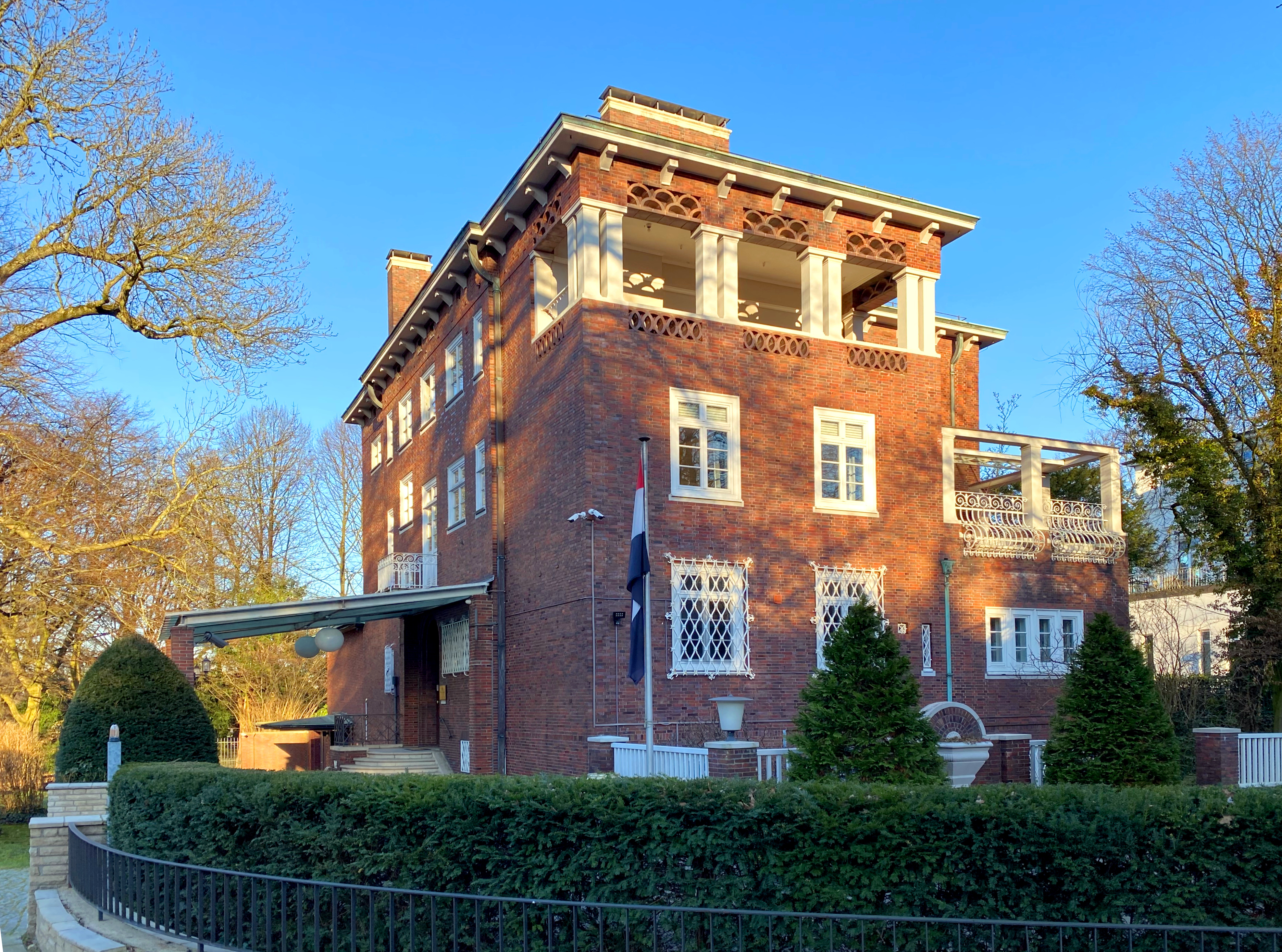
Villa Sloman, Harvestehuder Weg 50

Ricardo Federico Sloman (* 27. Februar 1885 in Iquique, Chile; † 6. Juli 1983 in Altnau, Schweiz) war ein deutscher Geschäftsmann und Autor. Sloman war der Sohn des „Salpeter-Königs“ Henry B. Sloman und nahm als dessen Erbe Positionen in den Unternehmen und Banken der Familie Sloman ein. Er war ein früher Unterstützer der NSDAP, „überzeugter Antisemit“ und Verfasser von obskuren Schriften zu Volksgesundheit, Ernährung und Rasse.

## Leben
Ricardo Federico Sloman kam 1885 in Chile als drittes Kind von Henry B. Sloman (1848–1931) und Renata Sloman, geborene Hilliger (1853–1929) zur Welt. Seine ältere Schwester Adelaida starb zehnjährig, sein Bruder Enrique Juan (1883–1950) war zwei Jahre älter. 1892 gründete Henry B. Sloman seine erste Salpeter-Fabrik „Gute Hoffnung“ in Tocopilla. 1898 kehrte die Familie Sloman nach Deutschland zurück, erst nach Wiesbaden und 1902 nach Hamburg. 1912 galt sein Vater Henry B. Sloman mit einem Vermögen von rund 60 Millionen Mark und einen jährlichen Einkommen von rund 3 Millionen Mark als mit Abstand reichste Person in Hamburg. Ricardo Sloman legte 1904 das Abitur am Realgymnasium des Johanneums ab.
Ricardo Sloman arbeitete von 1905 bis 1906 in den Salpeterwerken seines Vaters in Chile. Von 1908 bis 1912 studierte er Chemie an der Universität Kiel und der Technischen Hochschule Berlin-Charlottenburg und legte 1913 das Verbandsexamen in Chemie ab. 1914 meldete er sich als Kriegsfreiwilliger. Nach Erwerb der deutschen Staatsangehörigkeit nahm er von Februar 1915 bis März 1918 im IX. Reserve-Korps an der Westfront am Ersten Weltkrieg teil. Von April 1918 bis Januar 1919 arbeitete er als Chemiker im Kriegsernährungsamt.
Nach Kriegsende gründete Sloman ein technisches Büro. Ricardo Sloman war Mitglied des nationalistischen Hamburger Nationalclubs, in dem Hitler 1926 seinen ersten Auftritt in Hamburg hatte. Sloman war daneben Schatzmeister des Hanseatischen Hochschulbundes. 1922 wurde Ricardo Sloman in den Vorstand der Finanzbank AG (Sloman Bank) berufen, die sein Vater Henry B. Sloman gründete, um das Familienvermögen zu verwalten. Von 1926 bis 1928 ließ Ricardo Sloman am Harvestehuder Weg 50 nach Entwürfen des Architekten Gerhard Gehrcke eine Rotklinker-Villa im Reformstil errichten, in der er als Direktor der familieneigenen Bank für Verwaltung und Handel und der Finanzbank AG residierte. Ab 1937 war Sloman Teilhaber von Sloman, Schöer & Co. (vorher Nathan, Philipp und Co.), einem Betreiber von Hafenanlagen und Lagerhäusern. Weiter war er Miteigentümer des von seinem Vater erbauten Chilehaus und gehörte dem Aufsichtsrat der Hamburger Sparkasse an.
Im November 1932 beteiligte sich Ricardo Sloman auf Vermittlung von Emil Helfferich an der Industrielleneingabe, mit der Reichspräsident Hindenburg aufgefordert wurde, Hitler zum Reichskanzler zu ernennen. Am 1. Mai 1933 – drei Monate nach der „Machtergreifung“ – traten Ricardo Sloman und seine Frau Nora in die NSDAP ein.
1936 beauftragte Sloman die Hamburger Genealogin Marchtaler mit der Erstellung einer Familiengeschichte, welche 1939 in Kommission erschien, also selbst finanziert. In diesem Buch ließ Sloman einen Aufsatz von Johann von Leers abdrucken. Darin heißt es, die Russen seien „unter das Schächtmesser der Juden geraten, woran es seelisch und rassisch zugrunde zu gehen droht“. 1943 finanzierte Ricardo Sloman zusammen mit seinem Bruder Enrique und der verwitweten Schwägerin Margarete die Privatisierung der Hanseatischen Verlagsanstalt (HAVA). 1943 gab Ricardo Sloman die Schrift Biologischer Hochverrat von Walter Bohm heraus. In seinem Vorwort bezeichnete Sloman Vorwürfe gegen die „Rassehygiene“ als „jüdische Propaganda, […] um die Vermehrung der arischen Völker zu verhindern“. Laut dem Historiker Siegfried Lokatis galten die Brüder Enrique und Ricardo Sloman als „ausgesprochene NS-Hardliner“ und neigten zu „ausschweifender Ahnenforschung und einem selbst für HAVA-Verhältnisse überscharfen Antisemistimus“.
Nach Kriegsende wurde Slomans Villa am Harvestehuder Weg von der englischen Besatzungsmacht beschlagnahmt. 1950 wurde er in den Aufsichtsrat der Finanzbank AG, Hamburg berufen. Er war Gründer und Vorsitzender des Vereins Gemeinnütziger Schutzdienst für Volksgesundheit und betätigte sich publizistisch als Lebensreformer. Insbesondere setzte er sich für biologische Landwirtschaft und Eugenik ein. Darin wurde er von den Wissenschaftlern bzw. Lebensreformern Schweigart, Scheunert, Kollath, Heupke und Altpeter unterstützt, die ebenso wie er eine NSDAP-Vergangenheit hatten. Sloman verbrachte seinen Lebensabend im Schweizer Altnau am Bodensee, wo er 1983 im Alter von 98 Jahren starb.
Ricardo Sloman heiratete 1923 Nora Wilisch (1900–1997), Tochter eines Fabrikbesitzers aus Bad Homburg. Aus der Ehe gingen sechs Kinder hervor: Henry (* 1924), Dieter (* 1926), Hans Jürgen (* 1928), Eckard (* 1935), Ingrid (* 1937) und Elke (* 1938). Die beiden ältesten Söhne starben in der Endphase des Zweiten Weltkriegs als Soldaten der Wehrmacht.

## Schriften
- Hildegard von Marchtaler (Verfasserin), Ricardo Sloman (Herausgeber): Die Slomans. Geschichte einer Hamburger Reeder- und Kaufmannsfamilie, 2. Auflage, Kommissionsverlag bei Hans Christians, Hamburg 1939. (Mit einem Vorwort von Walter Bohm und dem Aufsatz „Der nordische Kultureinfluß in der Welt“ von Johann von Leers)
- Walter Bohm (Verfasser), Ricardo Sloman (Herausgeber): Biologischer Hochverrat. Tatbestände in der Vergangenheit, Abwehrmaßnahmen in der Zukunft. Reichsgesundheitsverlag, Prag 1943.
- Ricardo Sloman: Das wiedergewonnene Paradies. Verlag des Gemeinnützigen Schutzdienstes für Volksgesundheit e.V., Hamburg 1953.
- Ricardo Sloman: Strahlende Jugend wie sie sein könnte wenn…. Verlag des Gemeinnützigen Schutzdienstes für Volksgesundheit e. V., Hamburg 1954.
- Ricardo Sloman: Selbstmord der weißen Kulturvölker : Tatbestand, Verantwortliche, Notstand, Notwehr. H. G. Müller in Kommission, Krailling bei München 1958.
- Ricardo Sloman, Harald Busch: Das Chilehaus in Hamburg : sein Bauherr und sein Architekt. Christians, Hamburg 1974, ISBN 3-7672-0297-2. (Festschrift zum 50-jährigen Bestehen 1924–1974)